# Gustav Hedlund

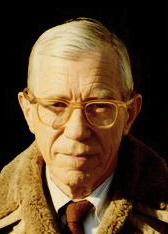
Gustav Hedlund, 1969

Gustav Arnold Hedlund  (* 7. Mai 1904 in Somerville, Middlesex County, Massachusetts; † 15. März 1993) war ein US-amerikanischer Mathematiker.

## Leben und Wirken
Gustav Hedlund wurde 1930 bei Marston Morse in Harvard promoviert (I. Geodesics on a Two-Dimensional Riemannian Manifold with Periodic Coefficients II. Poincare's Rotation Number and Morse's Type Number). Er war Professor an der Yale University.
1933/34, 1938, 1939 und 1953/54 war er am Institute for Advanced Study.
Hedlund war mit seinem Lehrer Morse einer der Begründer der topologischen („symbolischen“) Dynamik, die z. B. die ergodischen Eigenschaften des geodätischen Flusses auf Mannigfaltigkeiten negativer Krümmung behandelt.
Zu seinen Doktoranden zählen Walter H. Gottschalk und Annita Tuller.

## Schriften
- mit Walter H. Gottschalk: Topological Dynamics. AMS Colloquium Publications, 1955.
- The Dynamics of Geodesic Flows. In: Bulletin AMS. Band 45, 1939.